# Dejah Thoris
Dejah Thoris è un personaggio fittizio, principessa della città-stato di Helium nel Ciclo di Barsoom scritto da Edgar Rice Burroughs, inizialmente interesse amoroso e poi moglie del protagonista John Carter, un terrestre magicamente trasportato su Marte.
Nelle storie originali svolge sostanzialmente il ruolo della damigella in pericolo, pur essendo descritta come competente ed abile e in grado di cavarsela da sola nel difficile ambiente di Marte. Negli anni 2010 scaduti i diritti d'autore sulle prime storie, la Dynamite Entertainment la rende protagonista di una serie a fumetti originale, che si svolge 400 anni prima dei romanzi canonici.

## Descrizione
Burroughs la descrive così:
Era priva d'indumenti, come le marziane verdi che la trascinavano; a parte alcuni ornamenti finemente lavorati, era completamente nuda, e nessun artificio, del resto, avrebbe dato più risalto alla bellezza e alla perfezione della sua figura..»
(Edgard Rice Burroughs, Una principessa di Marte, Edizioni Nord,)
Nei romanzi sposa il protagonista John Carter. La coppia ha due figli, Carthoris (maschio) e Tara (femmina)

## Storia editoriale
Dejah Thoris compare per la prima volta in Una principessa di Marte (A Princess of Mars, 1917) scritto da Burroughs tra luglio e il 28 settembre 1911 e pubblicato a puntate come Under the Moons of Mars sulla rivista pulp The All-Story sui numeri dal febbraio a luglio 1912.
Ricompare nei seguenti volumi della serie, principalmente nel secondo, Gli dei di Marte (The Gods of Mars, 1918), il terzo, I signori della guerra di Marte (The Warlord of Mars, 1919), l'ottavo, Le spade di marte (Swords of Mars, 1936) e l'undicesimo John Carter of Mars, 1964).

## Altri media

### Fumetti
Dejah Thoris compare in numerosi adattamenti a fumetti delle storie del ciclo, e in diversi fumetti in cui è protagonista suo marito John Carter.

### Dynamite Entertainment

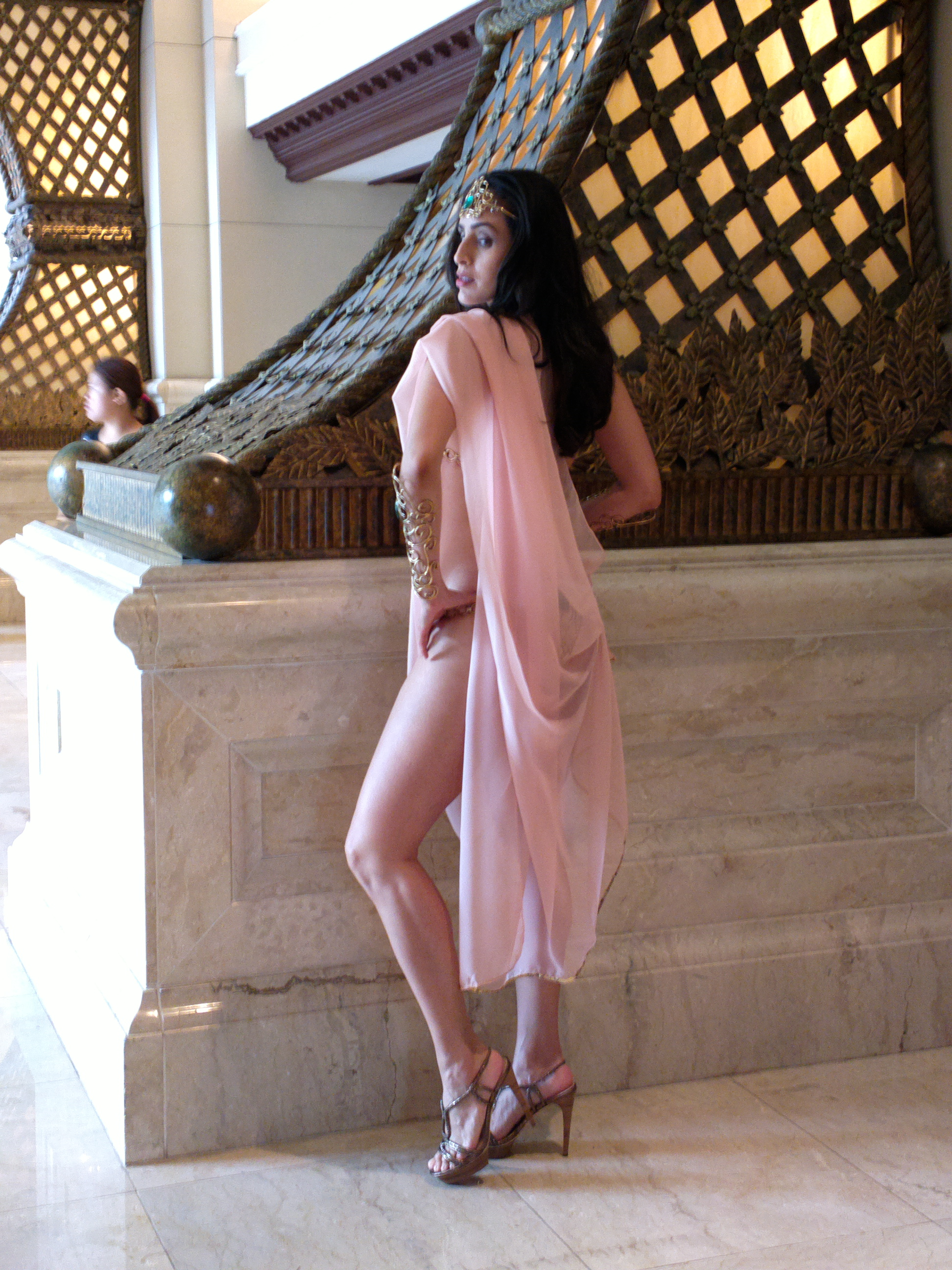
Cosplay di Dejah Thoris

È un personaggio preminente nella miniserie a fumetti Warlords of Mars, basata su Una principessa di Marte ed è la protagonista dello spin-off Warlord of Mars: Dejah Thoris, durato 37 numeri. Ambientato 400 anni prima di Una principessa di Marte, nella prima parte viene descritta la sua salita al potere nel regno di helium, così come il suo primo pretendente. Altri archi di storie sono Pirate Queen of Mars, The Boora Witch, The Pirate Men of Saturn, The Rise of the Machine Men, The Phantoms of Time e Dual to the Death. I singoli archi narrativi furono raccolti in volumetti e l'intera serie fu raccolta in una serie di volumi omnibus. Oltre a questa la Dynamite ha pubblicato altre due miniserie Dejah Thoris and the White Apes of Mars (4 numeri, 2012) e Dejah Thoris and the Green Men of Mars (12 numeri, 2013–14).
Compare inoltre in diverse miniserie crossover sempre della Dynamite:
- Swords of Sorrow, 2016
- Pathfinder – Worldscape – Dejah Thoris, 2018
- Vampirella e Dejah Thoris, 5 numeri 2018-2019
- Barbarella e Dejah Thoris, 2019

Nel 2012 la Edgar Rice Burroughs Inc., società che gestisce i diritti sulle opere di Burroughs, ha fatto causa alla Dynamite per il suo uso dei personaggi di Burroughs, lamentando che «Lord of the Jungle, Warlord of Mars, Warlord of Mars: Dejah Thoris e Warlord of Mars: Fall of Barsoom possono probabilmente "ingannare, sviare e confondere il pubblico" riguardo alla fonte del contenuto causando "danni irreparabili" alla Edgar Rice Burroughs». La ERB ha inoltre definito che il modo in cui è ritratta Dejah Thoris sia ai limiti (a volte oltrepassandoli) del pornografico, con caratteristiche femminili esagerate e con varianti delle copertine in cui compare in topless. La Dynamite si è difesa dicendo di aver utilizzato solo elementi delle opere diventate di pubblico dominio negli Stati Uniti e le due parti sono giunte ad un accordo nel 2016.
Nella serie del 2018, Warriors of Mars, viene detto che è figlia della principessa Heru da Lieut. Gullivar Jones: His Vacation, un romanzo di Edwin Lester Arnold del 1905 che anticipa molti temi che compaiono nel ciclo di Barsoom.

### Cinema
Al cinema è stata interpretata da:
- Traci Lords nel film a basso costo Princess of Mars, 2009, della The Asylum.
- Lynn Collins nel film John Carter di Andrew Stanton, 2012[4]. In questa versione è la figlia, non la nipote, di Tardos Mors, ed è anche la principale scienziata di Helium.

### Citazioni
- Nel romanzo Morning Star di Pierce Brown, Dejah Thoris è il nome di un'astronave da battaglia.
- La dottoressa Dejah Thoris "Deety" (per D.T.) Carter, nata Burroughs, è una protagonista de Il numero della bestia (The Number of the Beast) di Robert A. Heinlein . In un altro romanzo di Heinlein, La via della gloria (Glory Road) viene citata dal protagonista mentre osserva la sua compagna, Star.
- Nella storia Mars: The Home Front di George Alec Effinger (un crossover tra la Saga di Barsoom e La guerra dei mondi, Dejah Thoris viene rapita dagli alieni sarmak e portata alla loro base. Per salvarla e sventare i piani dei sarmark di invadere la Terra, John Carter assembla una forza marziata.
- Nel gioco da tavolo Android, uno dei sospetti di omicidio, una donna umana proveniente dalla colonia marziana, si chiama Dejah Thoris.
- Nel film Benvenuti a Marwen (Welcome to Marwen) è il nome di uno dei personaggi.
- Nella storia breve Allan and the Sundered Veil di Alan Moore, un Carter "perso nel tempo" scrutando in un "crono cristallo aleph" (dal romanzo L'Aleph di Jorge Luis Borges), ha una visione di sé stesso che combatte un marziano verde e conquista Dejah Thoris
- Dejah Thoris è il nome di una barca su cui si trova il Professor X in Uncanny X-Men numero 98.
- Nel romanzo The Apocalypse Troll do David Weber, Richard Aston si riferisce alla femmina dell'aspetto umano che ha salvato da un UFO che affondava come Dejah Thoris.
- Nel romanzo La breve favolosa vita di Oscar Wao (The Brief Wondrous Life of Oscar Wao) di Junot Díaz, il protagonista descrive una vicina come "così carina che avrebbe potuto interpretare una giovane Dejah Thoris."